# Eurymeros gibbosa
Eurymeros gibbosa är en stekelart som beskrevs av Sharma 1983. Eurymeros gibbosa ingår i släktet Eurymeros och familjen bracksteklar. Inga underarter finns listade i Catalogue of Life.